# Mappa orbis terrae

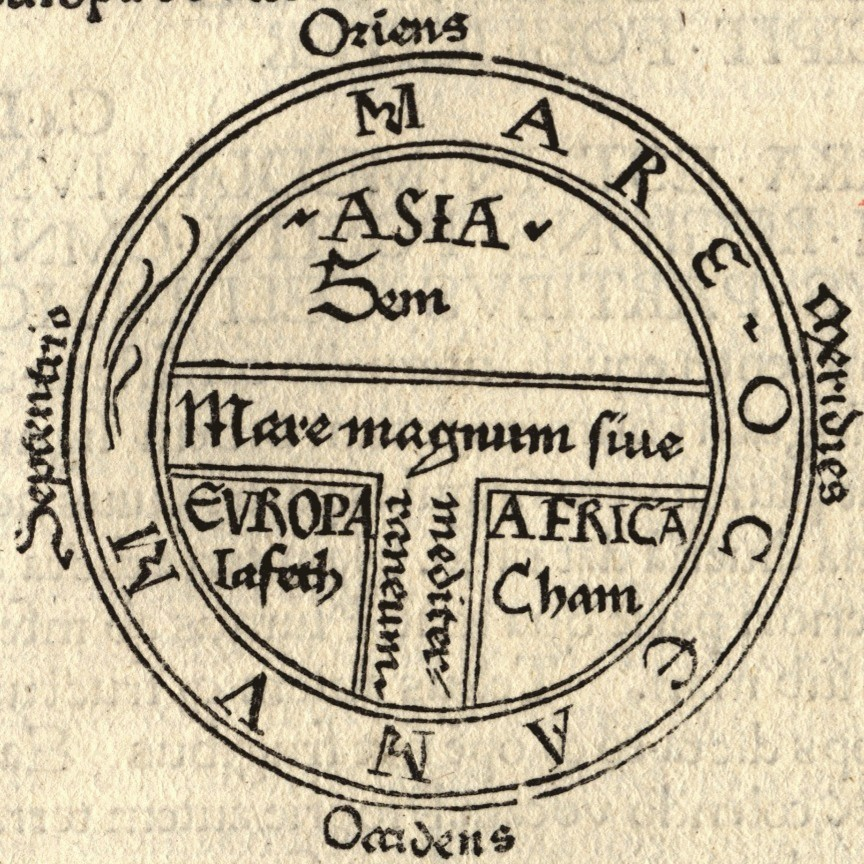
Uno dei primi esempi di mappa orbis terrae stampata (da Guntherus Ziner, Augusta, 1472). È l'illustrazione della prima pagina del capitolo 14 delle Etimologie di Sant'Isidoro di Siviglia e rappresenta i continenti come domini dei figli di Noè: Sem-Asia, Cam-Africa, Jafet-Europa.

Le mappae orbis terrae sono un tipo di mappe tipiche del Medioevo dette anche mappe T-O, infatti esse rappresentano sempre il mar Mediterraneo a forma di T che divide i tre continenti Asia, Africa ed Europa tutti circondati da un grande oceano, la O. La prima descrizione del mondo di questo tipo era stata data nel VII secolo da Sant'Isidoro di Siviglia nelle sue Etimologie (capitolo 14: de terra et partibus).
Anticamente la terra veniva concepita come divisa in zone climatiche: il clima freddo ai poli, il clima torrido all'equatore, talmente caldo che si credeva nessuno potesse attraversarlo, e infine il clima temperato nelle zone intermedie, che era considerato l'unico abitabile. La zona al disotto dell'equatore era detta antipodi e si discuteva se fosse abitata o meno. Alcuni ritenevano che fosse abitata, mentre altri, prevalentemente di cultura cristiana come Sant'Agostino, ritenevano che non ci fosse nessuno: infatti tutta l'umanità doveva discendere da Adamo, ma, se non era possibile attraversare il clima torrido, nessuno avrebbe mai potuto raggiungere gli antipodi. Le mappe orbis terrae rappresentavano solo la parte settentrionale abitata: era infatti questa una rappresentazione conveniente, dal momento che era inutile, e impossibile, rappresentare parti irraggiungibili e, presumibilmente, disabitate.
Questo tipo di rappresentazione del mondo ha alimentato la credenza moderna, errata, che la gente nel Medioevo pensasse che la Terra fosse piatta. In realtà la sfericità della Terra era già ben conosciuta a quei tempi, a partire dal sistema di Tolomeo. Le mappe orbis terrae erano una rappresentazione di convenienza, come già detto, ma avevano anche valore simbolico: Gerusalemme era sempre posta al centro della mappa, inoltre, visto che il sole sorge ad est, il Giardino dell'Eden veniva sempre localizzato in Asia che era sempre disegnata sulla parte superiore della mappa.
Esistono anche mappe che a sud rappresentano gli antipodi separati dagli altri continenti: in questo caso sono dette mappe beatine, dal momento che una delle prime rappresentazioni conosciute è attribuita a Beato di Liébana, un monaco spagnolo dell'VIII secolo. Tale mappa era stampata nel prologo dei commentari di Beato all'Apocalisse. Sulle mappe beatine gli antipodi erano rappresentati semplicemente da un lembo di terra senza alcun dettaglio geografico.
Le prime mappe orbis terrae erano molto povere di particolari mentre in seguito cominciarono a essere rappresentate molte città e dettagli fisici. Vennero anche aggiunte molte decorazioni e nelle zone vuote venivano rappresentate creature mitologiche. Le città più importanti venivano rappresentate con torri e fortificazioni.

## Galleria d'immagini

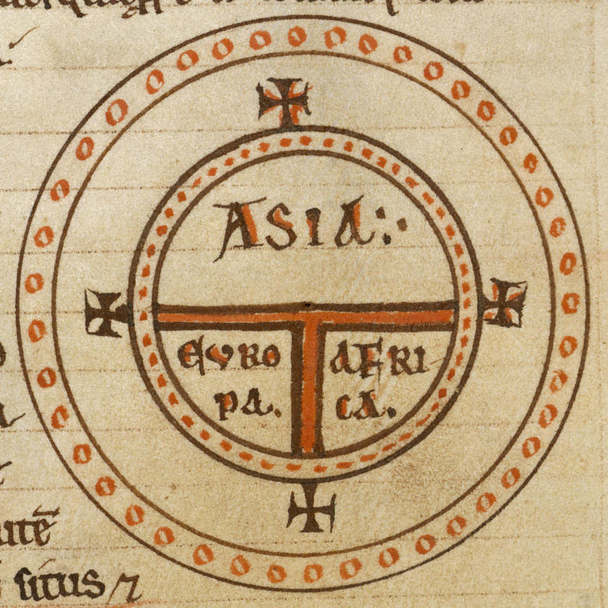
Da una copia del XII secolo delle Etimologie.
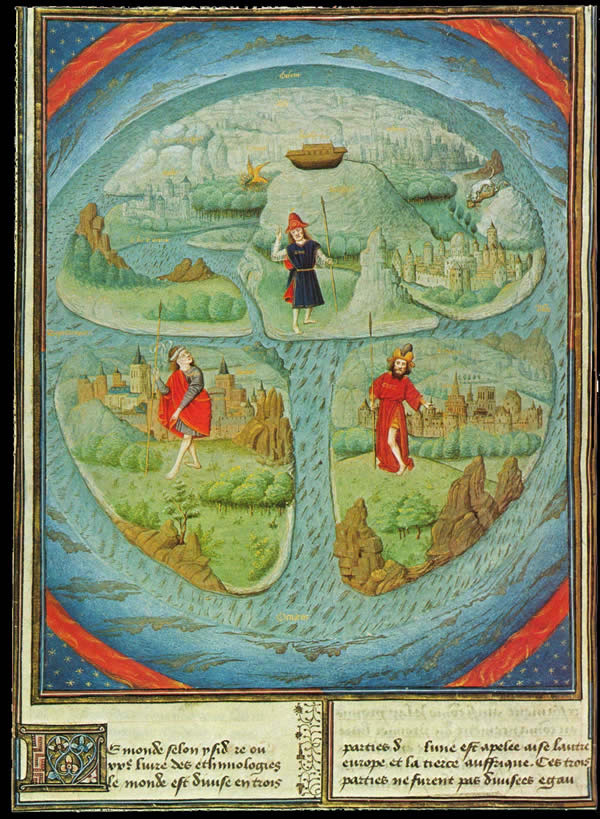
Mappa Mundi ne La Fleur des Histoires. 1459-1463.
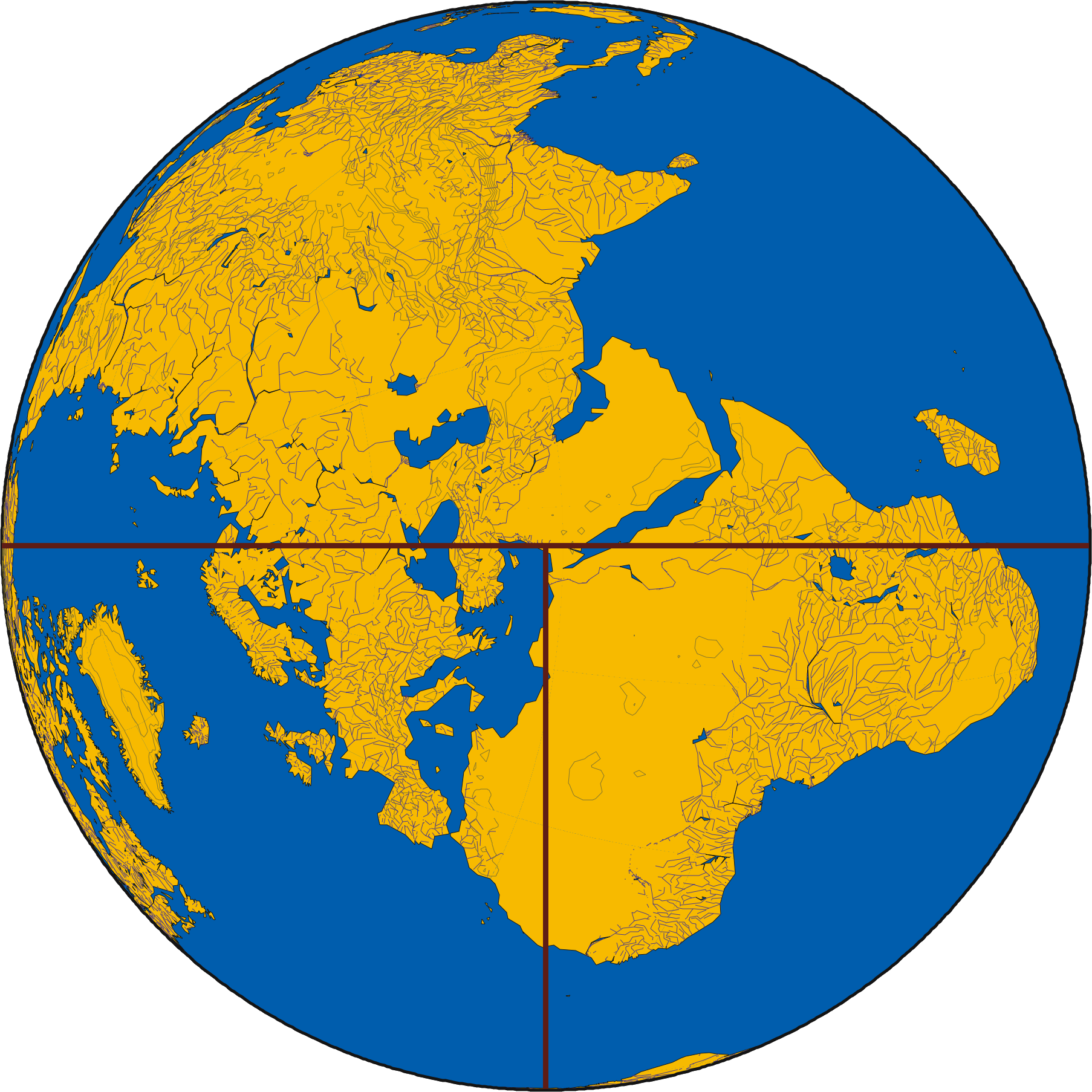
Moderna mappa orbis terrae.
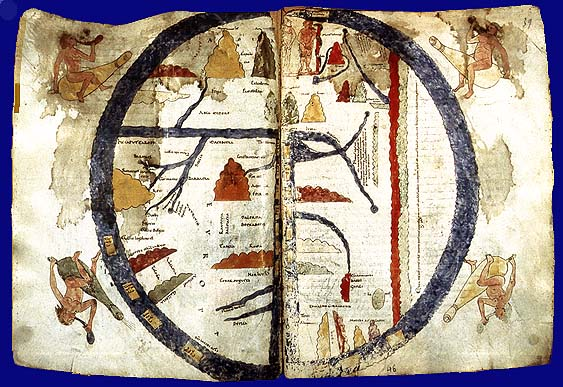
Mappa beatina del XII secolo.
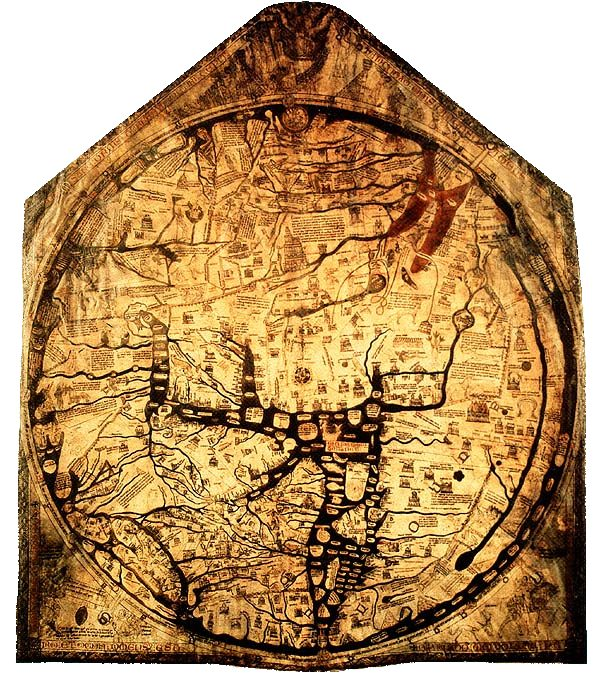
Mappa Mundi di Hereford, 1300 circa, Cattedrale di Hereford, Inghilterra. Classica mappa T-O con Gerusalemme al centro e l'est sulla parte superiore.
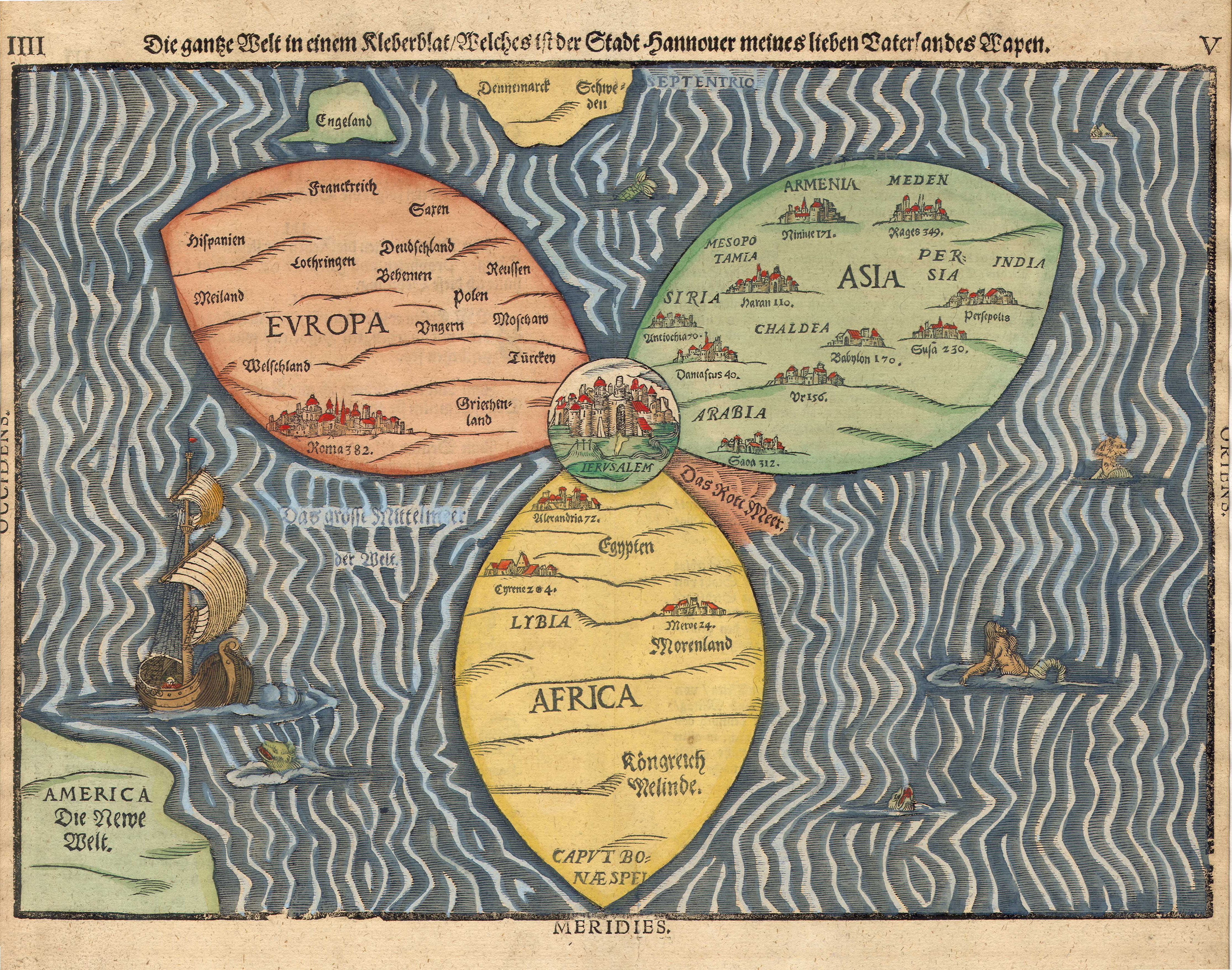
Mappa a trifoglio di Bünting. Gerusalemme è posta al centro del mondo, con attorno Europa, Asia ed Africa; è chiaro in questo caso il riferimento alla trinità cristiana.